# Вортінгтон (Індіана)
Вортінгтон (англ. Worthington) — місто (англ. town) в США, в окрузі Ґрін штату Індіана. Населення — 1393 особи (2020).

## Географія
Вортінгтон розташований за координатами 39°7′7″ пн. ш. 86°58′46″ зх. д. / 39.11861° пн. ш. 86.97944° зх. д. (39.118509, -86.979343).  За даними Бюро перепису населення США в 2010 році місто мало площу 2,09 км², уся площа — суходіл.

## Демографія
Згідно з переписом 2010 року, у місті мешкали 1463 особи в 625 домогосподарствах у складі 400 родин. Густота населення становила 699 осіб/км².  Було 716 помешкань (342/км²).
Расовий склад населення:
| - 98,5 % — білих - 0,3 % — корінних американців - 0,1 % — чорних або афроамериканців - 0,1 % — азіатів |

До двох чи більше рас належало 0,5 %. Частка іспаномовних становила 1,4 % від усіх жителів.
За віковим діапазоном населення розподілялося таким чином: 24,1 % — особи молодші 18 років, 57,8 % — особи у віці 18—64 років, 18,1 % — особи у віці 65 років та старші. Медіана віку мешканця становила 39,0 року. На 100 осіб жіночої статі у місті припадало 91,7 чоловіків;  на 100 жінок у віці від 18 років та старших — 86,6 чоловіків також старших 18 років.
Середній дохід на одне домашнє господарство  становив 42 664 долари США (медіана — 32 656), а середній дохід на одну сім'ю — 54 089 доларів (медіана — 48 250). Медіана доходів становила 40 655 доларів для чоловіків та 28 672 долари для жінок. За межею бідності перебувало 24,1 % осіб, у тому числі 39,7 % дітей у віці до 18 років та 12,8 % осіб у віці 65 років та старших.
Цивільне працевлаштоване населення становило 491 осіб. Основні галузі зайнятості: виробництво — 18,9 %, освіта, охорона здоров'я та соціальна допомога — 18,3 %, роздрібна торгівля — 13,2 %, будівництво — 10,4 %.